# Pag (eiland)
Pag (Italiaans: Pago) is een eiland in de Adriatische Zee, behorend tot Kroatië, gelegen in de Noord-Dalmatische archipel, tevens het op twee na grootste eiland in de Kvarnerbaai. Pag ligt tussen het Kvarnerkanaal en het Velebitkanaal. Het Kanaal van Pag scheidt het van Rab. Pag heeft een oppervlakte van 284 km² (ca. 60 km lang en van 2 tot 10 km breed) en telt 7969 inwoners.
De hoofdplaats van Pag heet eveneens Pag en ligt aan de Baai van Pag (Paški zaljev), de grote inham die aan de oostkant in verbinding staat met het Velebitkanaal.
Aan de oostkant van het eiland heeft Pag met de Paški most een vaste oeververbinding met het vasteland. Vanuit Žigljen is er een veerdienst op Prizna.

## Producten
Zoutwinning is een belangrijke inkomstenbron van Pag. Solana Pag is de voornaamste zoutproducent van Kroatië. Het eiland is bovendien befaamd om zijn schapenkaas, paški sir: Pag telt ruim 40.000 schapen. De bekendste wijn van Pag is de žutica, een witte wijn die wordt gemaakt van het autochtone druivenras gegić.
Het kantwerk van Pag staat sinds 2009, samen met dat van Lepoglava en dat van het eiland Hvar, op de immateriële werelderfgoedlijst van de Unesco.

## Landschap
Het eiland doet denken aan een soort van maanlandschap met een stenige ondergrond met daarop olijfbomen. Het eiland heeft helder zeewater en vele baaien met stranden.

## Toerisme
Bij het strand Zrće bij Novalja zijn verschillende discotheken: dit door jongeren 's zomers druk bezochte deel van Pag staat bekend als het Ibiza van Kroatië.